# Change the World: An Introduction
Change the World: An Introduction es un álbum recopilatorio de la banda estadounidense de hard rock y heavy metal Dokken, publicado en 2004 por la división británica de Sanctuary Records para Europa y exportado en 2005 para el mercado estadounidense. El disco está enfocado principalmente en los temas de los álbumes post-George Lynch, Erase the Slate de 1999 y Long Way Home de 2002. También incluye los primeros éxitos radiales de la década de los ochenta, tomadas de distintos álbumes en vivo y también del unplugged One Live Night de 1995.

## Lista de canciones
| N.º | Título                          | Duración |  |
| 1.  | «Erase the Slate»               | 3:49     |  |
| 2.  | «Little Girl»                   | 3:46     |  |
| 3.  | «Change the World»              | 4:35     |  |
| 4.  | «It's Not Love» (unplugged)     | 5:22     |  |
| 5.  | «Maddest Hatter»                | 4:38     |  |
| 6.  | «Goodbye My Friend»             | 4:06     |  |
| 7.  | «Breaking the Chains» (en vivo) | 4:06     |  |
| 8.  | «Alone Again» (en vivo)         | 6:50     |  |
| 9.  | «Puppet on a String»            | 4:23     |  |
| 10. | «Drow»                          | 4:54     |  |
| 11. | «Tooth and Nail» (unplugged)    | 3:37     |  |
| 12. | «Sunless Days»                  | 4:22     |  |
| 13. | «Unchain the Night» (en vivo)   | 6:21     |  |
| 14. | «Escape»                        | 4:39     |  |
| 15. | «Crazy Mary Goes Round»         | 3:00     |  |
| 16. | «In My Dreams» (en vivo)        | 6:02     |  |
| 17. | «Into the Fire» (unplugged)     | 4:55     |  |